# Andrenosoma pusillum
Andrenosoma pusillum är en tvåvingeart som beskrevs av Hermann 1906. Andrenosoma pusillum ingår i släktet Andrenosoma och familjen rovflugor. Inga underarter finns listade i Catalogue of Life.